# Коста-Рустигацо (Пјаченца)
Коста-Рустигацо је насеље у Италији у округу Пјаченца, региону Емилија-Ромања.
Према процени из 2011. у насељу је живело 35 становника. Насеље се налази на надморској висини од 496 м.